# Klitikan
Klitikan is een bestuurslaag in het regentschap Grobogan van de provincie Midden-Java, Indonesië. Klitikan telt 1228 inwoners (volkstelling 2010).